# Hercostomus shennongjiensis
Hercostomus shennongjiensis är en tvåvingeart som beskrevs av Yang 1997. Hercostomus shennongjiensis ingår i släktet Hercostomus och familjen styltflugor. Inga underarter finns listade i Catalogue of Life.